# Wartościowanie (logika)
W logice wartościowanie to przypisanie wartości logicznej formułom zdaniowym języka na podstawie przypisania.
Mówi się o „ocenianiu” w rachunku zdań. Analogicznie mówi się o „interpretacji”  w rachunku predykatów pierwszego rzędu.
Przypisanie V zdań języka S nazywa się oceną, jeśli spełnione są następujące warunki:
(a) V (¬ A) = w jeśli V(A) = fa
(b) V (A → B) = w jeśli V(A) = f lub V(B) = w.
Jeśli formuła zdaniowa A jest spełniona przez wszystkie oceny, to A jest zdaniowo prawdziwe, ogólnie ważne lub tautologiczne.
Jeżeli wniosek B z wniosku A → B jest spełniony przez wszystkie oceny, które również spełniają przesłankę A, to wniosek jest również zdaniowo ważny. 